# Гольмстен, Адольф Христианович
 Адо́льф Христиа́нович Го́льмстен  (1848—1920) — российский юрист; ординарный профессор, декан юридического факультета и ректор Императорского Санкт-Петербургского университета.

## Биография
Родился 25 июля (6 августа) 1848 года в Ораниенбауме Санкт-Петербургской губернии. Среднее образование получил во Второй Санкт-петербургской гимназии, высшее — в Санкт-Петербургском университете, где окончил курс в 1873 году по юридическому факультету со степенью кандидата. По окончании курса в течение двух лет занимался гражданским правом и процессом в Берлинском, Мюнхенском и Гейдельбергском университетах.
В ноябре 1877 года поступил на службу в Законодательное отделение Департамента министерства юстиции. В 1878 году был избран Советом Императорского училища правоведения на кафедру теории гражданского судопроизводства, а в 1879 году по конкурсу, объявленному Военно-юридической академией на соискание кафедры гражданского судопроизводства, представил сочинение на заданную тему; по одобрении сего сочинения конференциею Академии, и публичной его защите, был избран нештатным преподавателем. В 1881 году Советом Горного института был избран на кафедру Общего законоведения.
В 1882 году был причислен к комиссии по составлению проекта русского гражданского уложения. В 1884 году был назначен старшим помощником юрисконсульта Военного министерства. В 1885 году, после смерти К. Д. Кавелина, ему было временно поручено конференцией Военно-юридической академии преподавание гражданского права.
В 1886 году после защиты магистерской диссертации, он был утверждён Советом университета Св. Владимира в Киеве в степени магистра гражданского права и был избран конференцией Военно-юридической академии ординарным профессором по кафедре гражданского права; одновременно с этим он был освобождён от должности помощника юрисконсульта Военного министерства.
В 1888 году был избран Советом Александровского лицея на кафедру гражданского права и в связи с этим отказался от преподавания гражданского судопроизводства в Военно-юридической академии и от преподавания в Горном институте. С 1889 года стал читать лекции в качестве приват-доцента на кафедре гражданского судопроизводства и торгового права Петербургского университета.
С 30 августа 1892 года — действительный статский советник; был награждён орденами Св. Анны 3-й степени (1885) и Св. Станислава 3-й степени (1883).
В 1894 году он был приглашён к участию, на правах члена, в трудах комиссии для пересмотра законоположений по судебной части. С 1882 по 1886 г. и с 1888 по 1891 г. состоял редактором гражданского отдела «Журнала гражданского и уголовного права» и с 1883 по 1890 г. — редактором юридического отдела «Словаря практических сведений» Л. Симонова.
Был членом Санкт-Петербургского юридического общества и комиссии для собирания юридических обычаев при Императорском русском географическом обществе.
Умер 6 июля 1920 года в станице Лыкошино Валдайского уезда Новгородской губернии (в настоящее время — посёлок в Бологовском районе Тверской области). Похоронен в подворье Валдайского Иверского монастыря в Лыкошино (ныне храмовый комплекс пребывает в полуразрушенном состоянии).
Сын А. Х. Гольмстена — Анатолий Адольфович Гольмстен — родился в 1880 году, окончил юридический факультет Санкт-Петербургского университета, служил по судебному ведомству, участвовал в русско-японской и Первой мировой войнах; в 1916 году скончался от болезни.